# Puppentheater Panevėžys

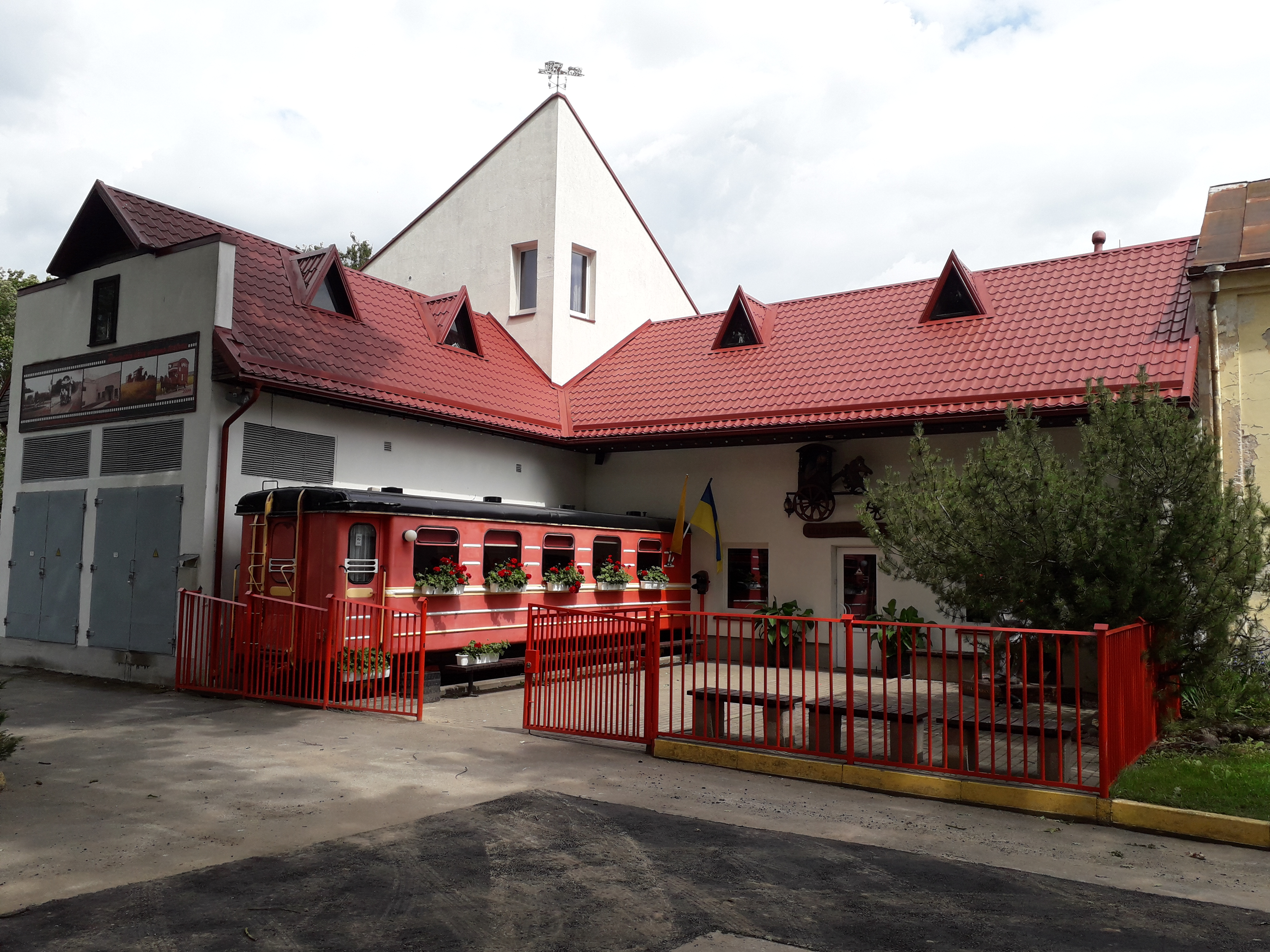
Sitz

Das Puppentheater Panevėžys (lit. Panevėžio lėlių vežimo teatras) ist ein Theater in Litauen, das als einziges europäisches Puppentheater seine Vorstellungen auf einem Pferdefuhrwerk aufführt. Es bereist im Sommer regelmäßig litauische Dörfer und Städte mit seinem zweispännigen Fuhrwerk.

## Geschichte
Das Theater wurde 1986 in Panevėžys von Direktor und Regisseur Antanas Markuckis gegründet. Jedes Jahr gibt es 300 Vorstellungen und 3 bis 4 Premieren. Das Theater gastierte in den Niederlanden, in Dänemark, Russland und Estland.
Über das Theater wurde ein Film „Kelionių magija“ (Regie: Janina Lapinskaitė) gedreht.
Es wurde mit dem Borisas-Dauguvietis-Preis ausgezeichnet.